# Montefluos
Montedison Prodotti Fluoranti e Ossigenanti S.p.A., nota semplicemente come Montefluos, è stata un'azienda chimica italiana controllata da Ausimont e parte del gruppo Montedison operante nella produzione e commercializzazione di prodotti fluorurati ed ossigenati.
Nacque ufficialmente nel 1983 e ricevette in affitto, dall'Ausimont, la gestione del settore del cloro e dei derivati del fluoro, degli ossigenati, degli additivi per i polimeri e degli isolanti. 
Nel 1991 Montefluos venne incorporata definitivamente in Ausimont.